# 4-PrO-DMT
4-PrO-DMT是一种具有迷幻效果的色胺类药物，是脱磷酸裸盖菇素（赛洛辛）的前体药物。它会在小鼠体内产生头部抽搐反应。它自从2019年5月便作为狡詐家藥物在网上销售，并在同年7月于瑞典被确定为一种新的精神活性物质。